# Trifora

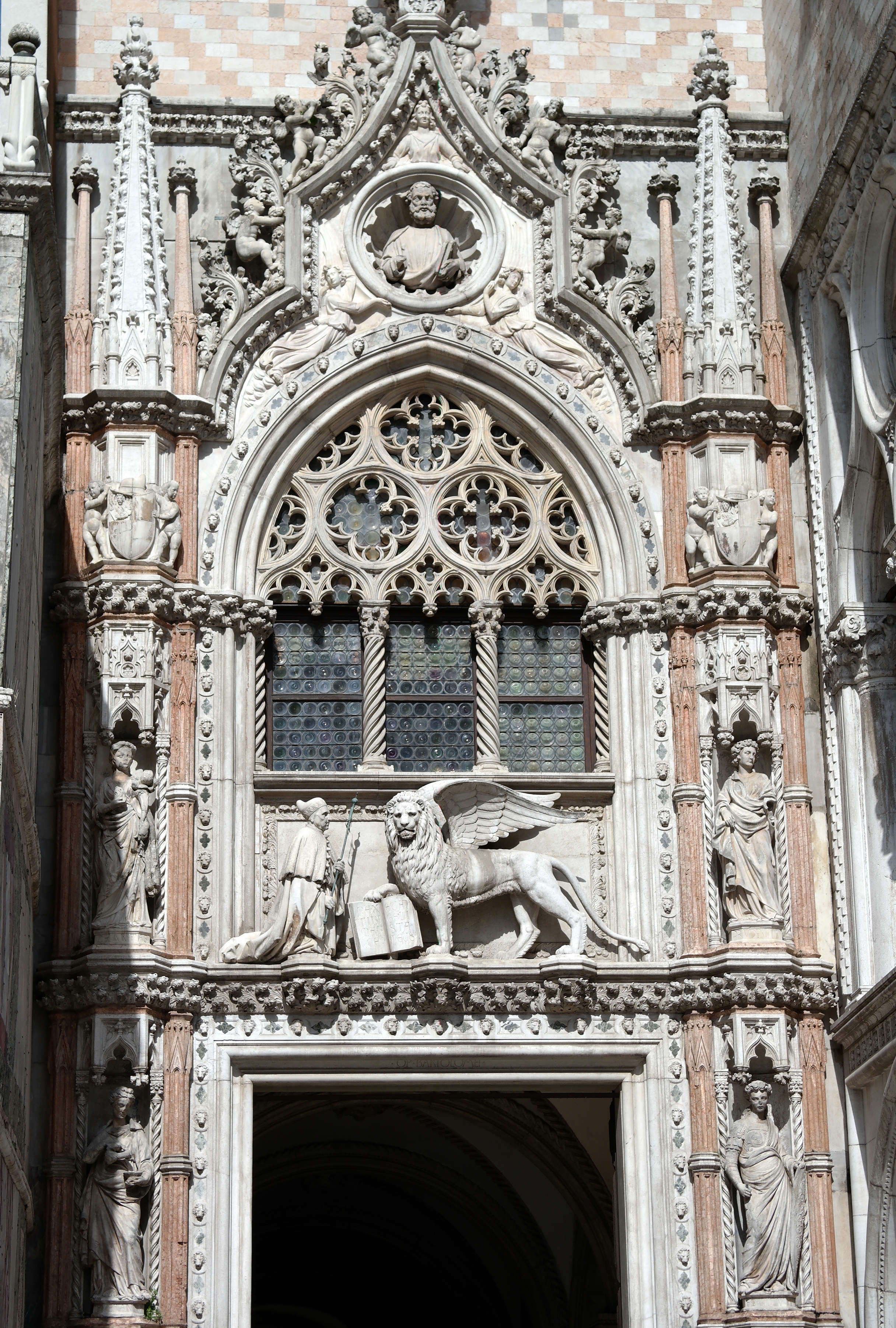
Trifora über der Porta della Carta, Dogenpalast in Venedig.

Eine Trifora, deutsch ‚dreibogiges Fenster‘ oder ‚Drillingsfenster‘, englisch Triple arcade, französisch Arc triplet; italienisch Arco triforo, trifora, arcata trifora ist ein Fenstertyp, der vertikal durch zwei Säulen oder zwei Pfeiler abgeteilt wird. Darauf liegen drei Bögen oder Spitzbögen.

## Bildergalerie

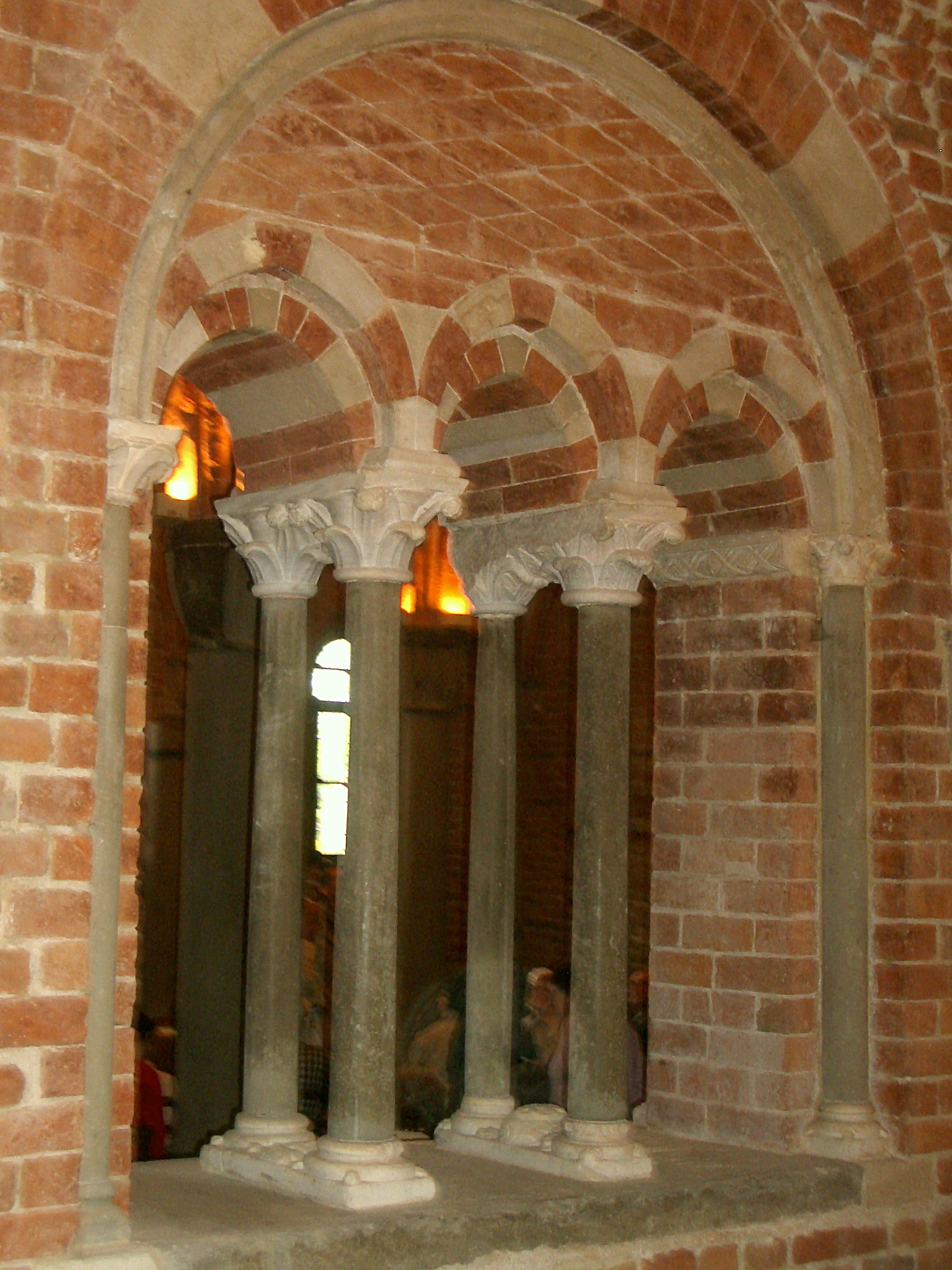
Trifora des Klosters Rivalta Scrivia in Tortona
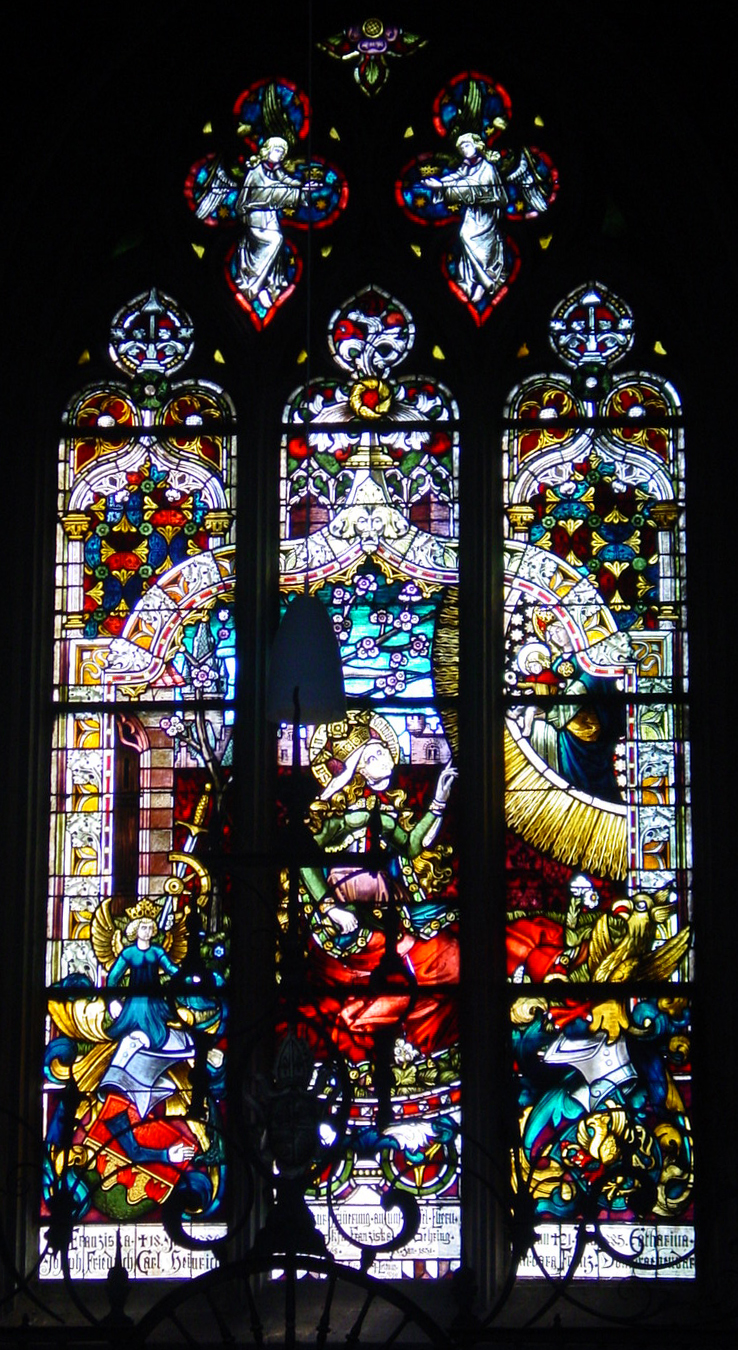
Trifora des Konstanzer Münster
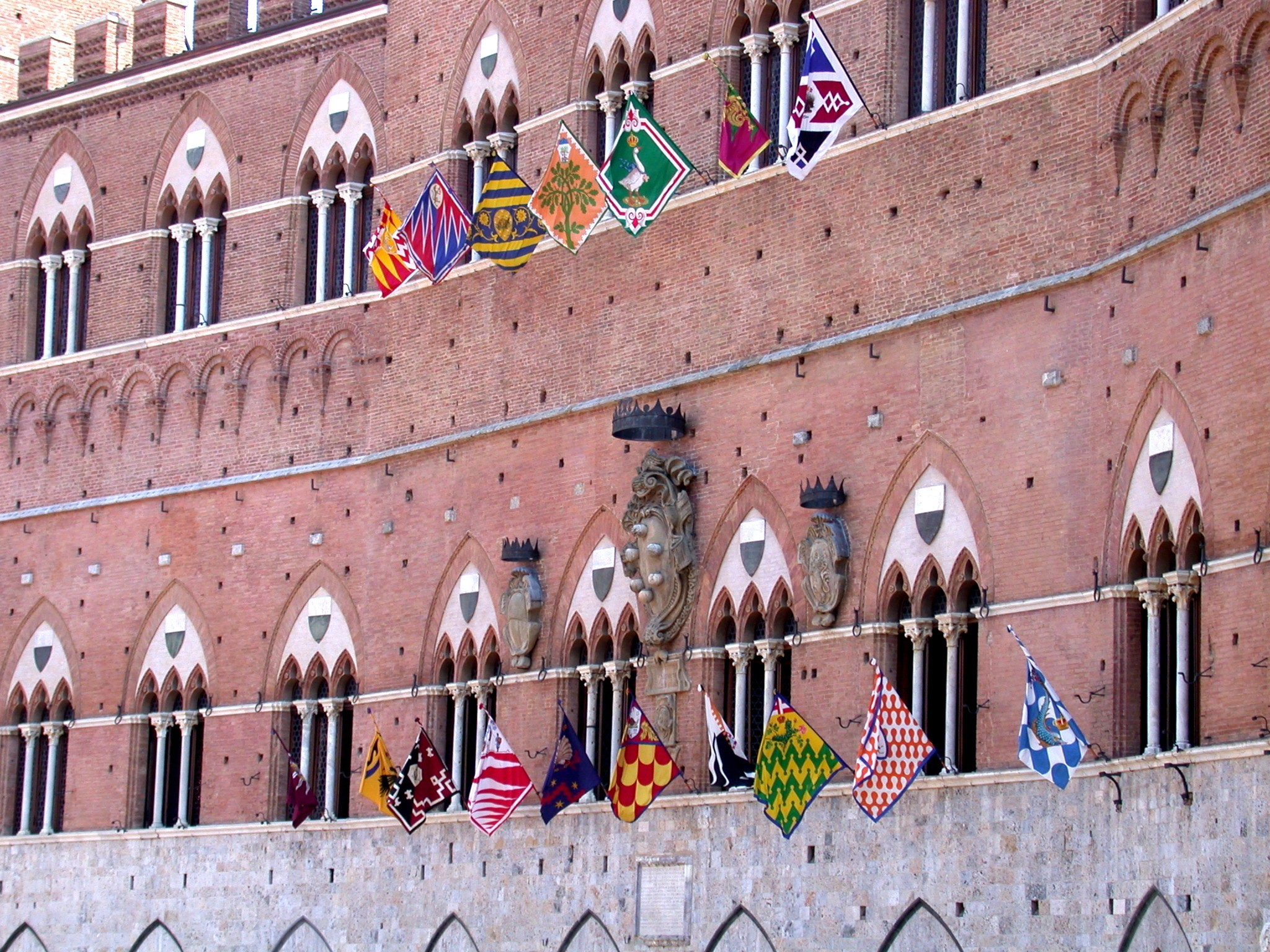
Trifore des Palazzo Pubblico in Siena
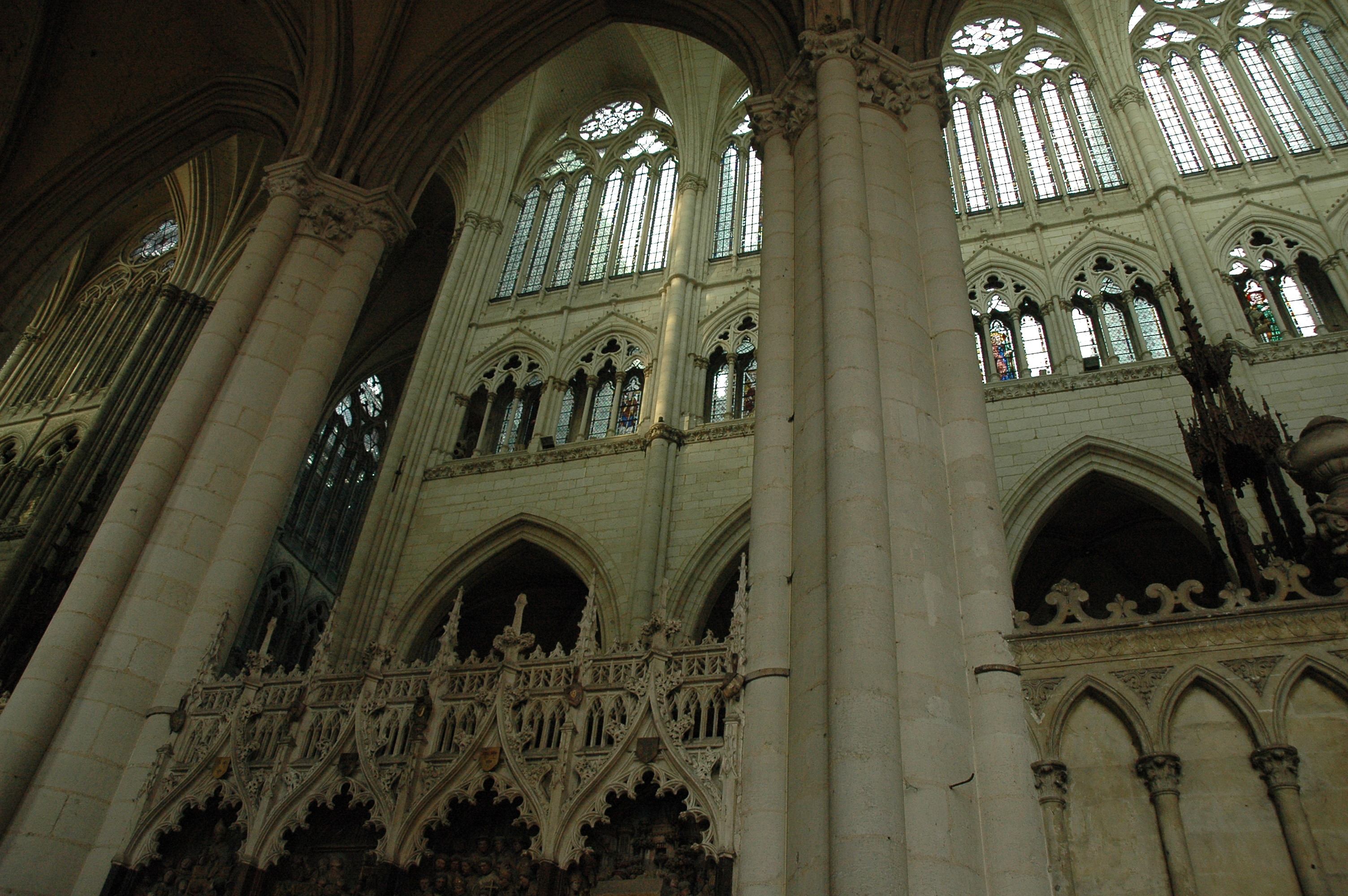
Triforium im Trifore der Kathedrale von Amiens
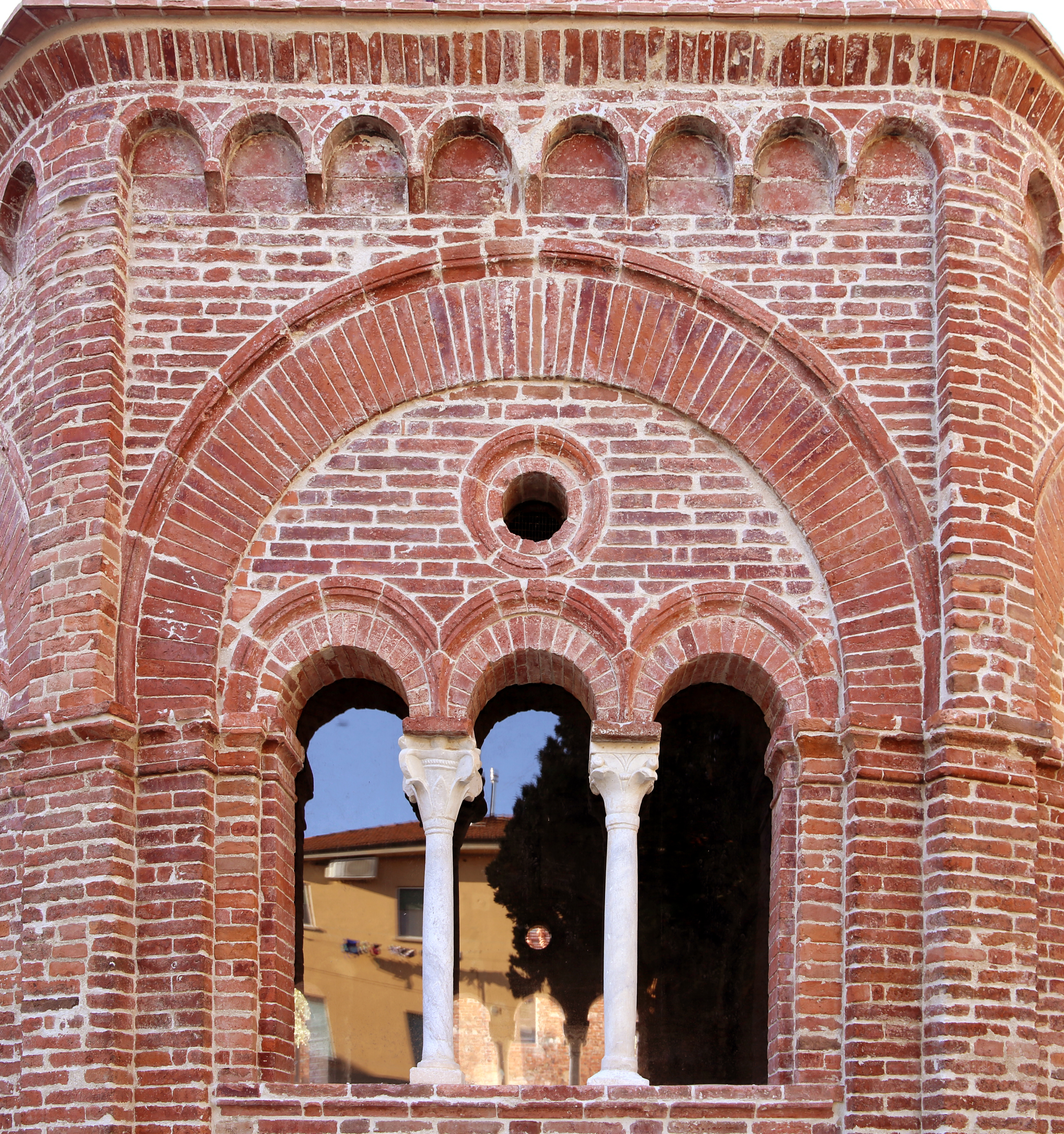
Trifora des Cappella di Sant’Agata in Pisa